# Лоренс, Маргарет
Ма́ргарет Ло́ренс (англ. Margaret Laurence, урожд. Джин Маргарет «Пегги» Уэмисс, 18 июля 1926, Нипава, Манитоба, Канада — 5 января 1987, Канада) — канадская англоязычная писательница. В 2016 году включена канадским правительством в список персон Национально значимых в истории страны.

## Биография
Её отцом был адвокат Роберт Харрисон Уэмисс, матерью — Верна Джин Симпсон. Когда ей было лишь 4 года (1930), умерла её мать, а отец женился на её сестре Маргарет Кэмпбелл Симпсон, учительнице, затем библиотекаре. Через пять лет после смерти матери умирает и отец (1935).
Тогда Пегги, благодаря содействию своей мачехи, в 15 лет начала писать статьи для Блэк энд Голд, газеты Нипавской университетской средней школы.
Окончив среднюю школу (англ. High School) в 1944, она готовится к получению в современном Виннипегском университете степени бакалавра искусств, что и происходит в 1947.
13 сентября 1947 в нипавской церкви она выходит замуж за Джона Фергюсона Лоренса. Затем проводит некоторое время в Африке и Англии и возвращается в Канаду.
В её произведениях исследуются темы места человека, особенно женщины, в англоканадском обществе. Ряд её романов связан с воображаемой деревней Манавакой в Манитобе, хотя персонажи происходят из самых разных районов страны: от Ванкувера (The Fire Dwellers) до Онтарио (The Diviners).
Страдая от рака лёгких, она покончила с собой у себя дома 5 января 1987.

## Произведения
- The Stone Angel (1964) (Каменный ангел, по его мотивам в 2007 снят фильм The Stone Angel)
- A Jest of God (1966) (Божественная шутка, по его мотивам в 1968 снят фильм Рейчел, Рейчел).
- The Fire Dwellers (1969) (Жители огня)
- A Bird in the House (1970)
- The Diviners (1974) (Кудесники)
- Heart of a Stranger (собрание эссе, опубликованных в 1976)